# Gottfrid Carlsson

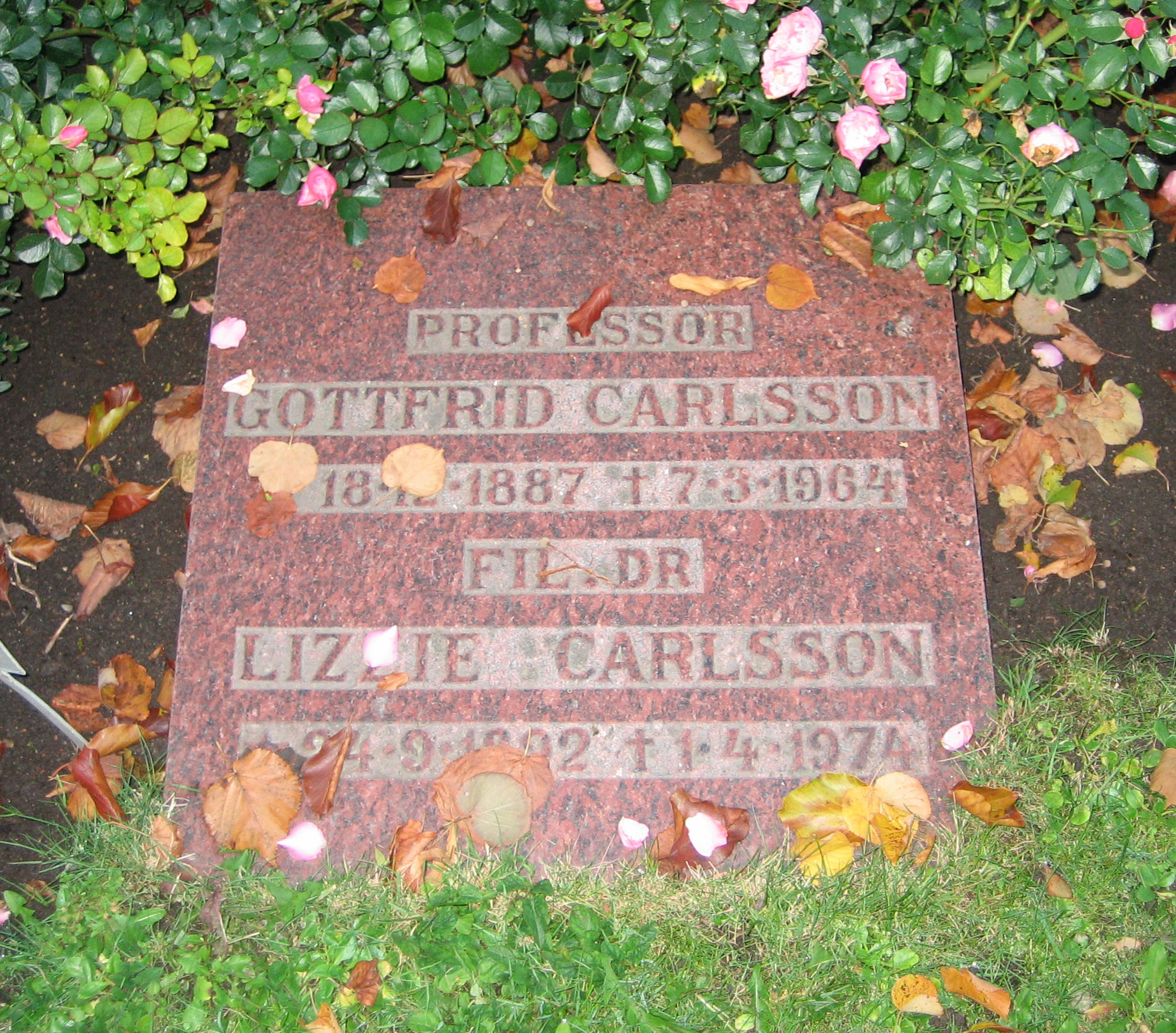
Gottfrid Carlssons gravsten på Norra kyrkogården i Lund.

Oskar Gottfrid Henrik Carlsson, född 18 december 1887 i Burseryds församling, Jönköpings län, död 7 mars 1964 i Lunds Allhelgonaförsamling, Malmöhus län, var en svensk historiker och professor vid Lunds universitet 1925–1954. 
Som medgrundare av Riksföreningen Sverige-Tyskland 1937 profilerade sig Carlsson som en av de mest framträdande pronazisterna inom forskningsvärlden i Sverige under andra världskriget. Carlsson utmärkte sig också genom sin medeltidsforskning och sina bidrag till Nordisk familjebok.

## Biografi
Carlsson fick sin första utbildning i hemmet och avlade mogenhetsexamen vid Växjö högre allmänna läroverk. Från 1905 studerade han vid Uppsala universitet, och blev där fil. mag. 1909, fil. lic. 1913 och fil. dr 1915. Han hade under dessa år hunnit med flera utrikes resor finansierade av stipendier, främst till Danmark och Tyskland. Efter doktorsexamen verkade han som docent och gymnasielärare i Uppsala, innan han 1917 tillträdde en professur i historia vid Göteborgs högskola. Året därpå blev han professor i Uppsala, och 1925 vid Lunds universitet.
Hans forskning inriktade sig främst mot Nordens historia i slutet av medeltiden och början av nyare tiden. Bland hans verk kan nämnas avhandlingen Hemming Gadh: en statsman och prelat från Sturetiden (1915), Sten Sture d. y. En karaktärsstudie (1929), Johannes Magnus och Gustav Vasas polska frieri (1922) samt Wulf Gyler i Svensk tjänst (1922–24). Carlsson författade även ett stort antal uppsatser, särskilt av biografiskt innehåll.
År 1925 invaldes Carlsson som ledamot av Vetenskapssocieteten i Lund, och 1936 av Kungliga Vitterhetsakademien. Han var även inspektor för Smålands nation i Lund 1942–53. Politiskt har han beskrivits som pronazist, och var 1937 en av grundarna till Riksföreningen Sverige–Tyskland.
Carlsson ligger begravd på Norra kyrkogården i Lund.

### Familj
Gottfrid Carlsson var son till kyrkoherden i Burseryd Carl Oscar Carlsson och Nathalia, född Rosengren. Fadern var son till en arrendator i övre Lida, och morfadern Bengt Henrik Rosengren var kyrkoherde i Hemmesjö socken. Fadern hade börjat som småskollärare innan han ändrade kurs och blev kyrkoherde i hemtrakten samma år som Gottfrid, föräldrarnas äldsta barn, föddes. Vid sidan av sin prästgärning var fadern hembygdsforskare och grundade Västbo Härads fornminnesförening, samt författade några noveller som utgavs lokalt.
Gottfrid Carlsson, vars bror Einar även han var historiker, gifte sig 1916 med Lizzie Steffenburg (1892–1974), dotter till borgmästaren i Varberg Emil Swensson och Hilma Setterlund. Han var far till nobelpristagaren Arvid Carlsson och till historikern Sten Carlsson.